# قاره ياربيد (يبعث)

تعديل مصدري - تعديل

قاره ياربيد هي إحدى قرى عزلة يبعث بمديرية يبعث التابعة لمحافظة حضرموت، بلغ تعداد سكانها 323 نسمة حسب تعداد اليمن لعام 2004.